# Autogestió
L'autogestió significa autogovern, és a dir, independència i autonomia en la gestió. Segons ho defineix el diccionari DIEC, "gestió d'una col·lectivitat pels seus components". Si un projecte, una persona o una població gestiona (concep, dissenya, organitza, coordina, manté i, si cal, modifica o finalitza) els seus propis assumptes sense la intervenció de cap autoritat econòmica o armada, aleshores es pot dir que manté cert grau d'autogestió. És un sistema d'organització que comporta el control d'un procés econòmic, social i polític per les mateixes persones que hi participen.
Aquest mètode ha estat defensat per diferents sectors del moviment obrer internacional, que van des dels anarquistes (àmpliament) fins a algun sector d'organitzacions socialdemòcrates; conegut també com a socialisme autogestionari.
En qualsevol cas, l'autogestió és l'antítesi de les concepcions jeràrquiques, autoritàries i verticals. L'autogestió, al contrari d'aquestes pràctiques, pressuposa l'aptitud dels humans a organitzar-se a si mateixos com a iguals, sense dirigents jeràrquics ni intermediaris.
Un cas en què es va dur a terme va ser durant la revolució social espanyola de 1936, de caràcter anarquista i col·lectivista. En un context molt diferent, l'extingida República Federativa Socialista de Iugoslàvia va introduir com a sistema socioecòmic el socialisme autogestionari, percebut en el context de la guerra freda com una tercera via entre els dos blocs dominants: el liderat pels Estats Units i el liderat per l'URSS.
Durant el franquisme, també alguns partits polítics de l'oposició es definien "socialistes autogestionaris", com va ser el cas del PSC-C i sobretot del minoritari Partit Carlí de Catalunya.
Un nou exemple d'aplicació dels principis autogestionaris ho és al Kurdistan d'ençà de la posada en pràctica del "confederalisme democràtic" impulsat pel líder kurd Abdullah Öcalan, empresonat pel govern turc a perpetuïtat i en confinament solitari.
De fet, l'ideal autogestionari es pot aplicar a tots els àmbits. Des del funcionament d'una empresa (o d'una entitat) a l'àmbit de l'educació (un exemple ho és el mètode pedagògic Freinet) i en el de la psicologia. Però també es pot fer extensible al conjunt de la societat i en la seva administració pública: governs locals o nacionals, com així ho va ser a l'revolució anarquista a Catalunya el 1936.
En l'àmbit de l'empresa, el principi autogestionari és el que preval al món del cooperativisme, moviment que es regeix per la gestió d'una empresa col·lectiva basant-se en la igualtat dels seus socis i treballadors i en lluc capacitat idèntica de participar en la presa de les decisions. En canvi, tot i que pot tenir algunes semblances amb els models de cogestió de les empreses, aquest darrer model és simplement una "autogestió parcial", ja que en les empreses cogestionades hi segueix havent la diferència entre la part obrera (a la que se li reconeix una certa capacitat de codecidir) i la part patronal (els representants dels accionistes, els quals sovint conserven el poder de decisió absolut en els temes principals).
En l'àmbit polític, el principi autogestionari porta a l'aplicació d'altres nocions com el federalisme, el principi de subsidiarietat (de màxima descentralització), la democràcia directa i la igualtat.